# Eddie House

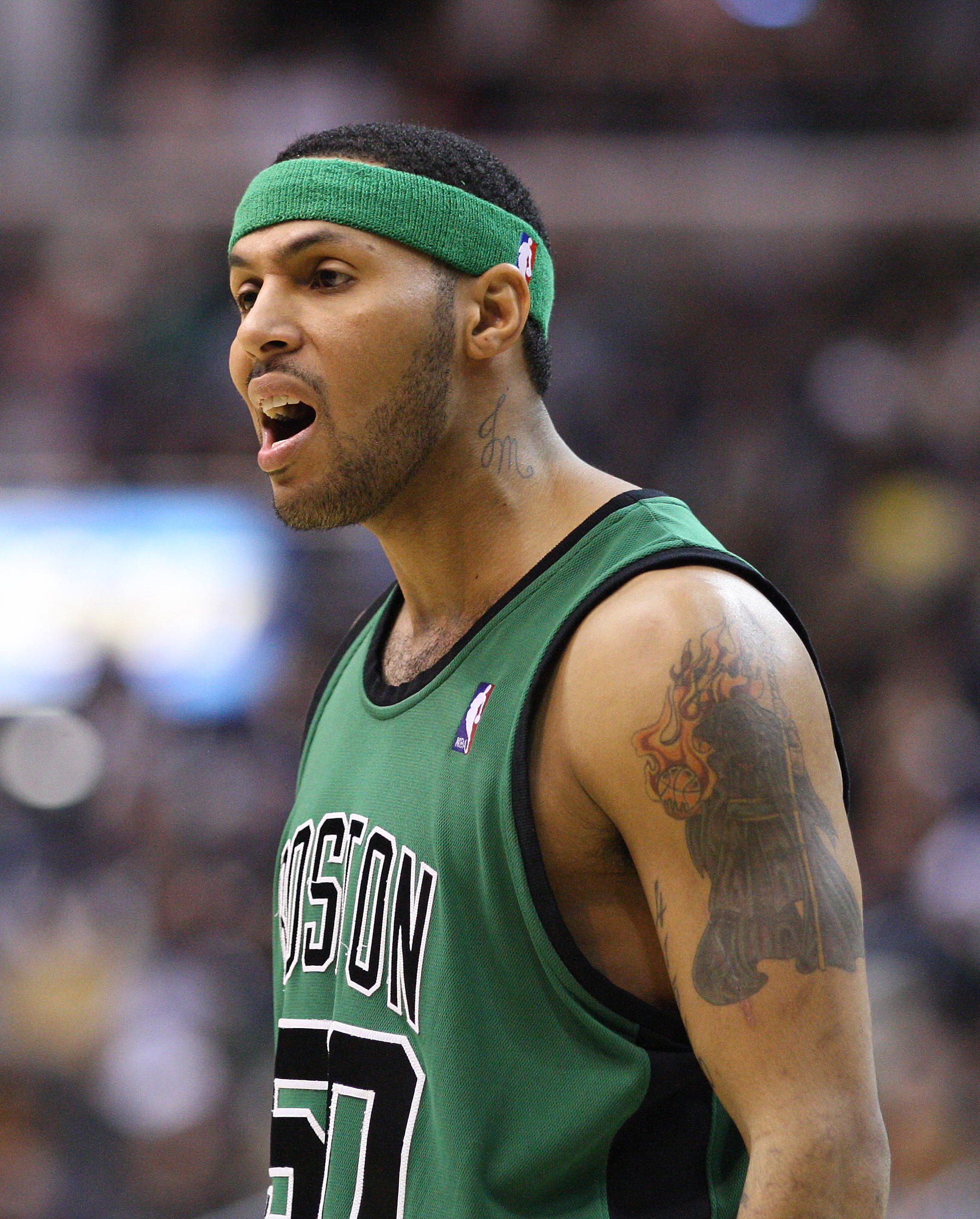
Eddie House em 2008

Edward Lee House II (Berkeley, 14 de maio de 1978) conhecido simplesmente como Eddie House é um ex-basquetebolista estadunidense que jogou durante onze temporadas na National Basketball Association (NBA). House foi campeão da NBA em 2008 quando jogava pelo Boston Celtics.

## Início
Eddie nasceu em Berkeley, California, ele queria jogar para a Universidade da Califórnia, mas os treinadores acharam que House não estava pronto para um programa principal de basquete da faculdade e recomendaram que ele começasse em uma faculdade.

## Carreira
House foi escolhido pelo Miami Heat na segunda rodada do Draft da NBA de 2000. Em 9 de agosto de 2007, ele assinou um contrao de um ano de 1,5 milhões com os Boston Celtics. Em 23 de julho de 2008, ele renovou com o Celtics em um acordo de 5,6 milhões dólares por 2 anos. Durante a temporada regular de 2008-09, ele quebrou o recorde de Danny Ainge do Celtics de melhor percentual de 3 pontos em uma temporada em 44,4%. House se aposentou ao final da temporada de 2011, quando jogava para o Miami Heat.